# Васильевская (Усть-Паденьгское сельское поселение, 11258832004)
Васильевская — деревня в Шенкурском районе Архангельской области. Входит в состав муниципального образования «Усть-Паденьгское».

## География
Деревня расположена в южной части Архангельской области, в таёжной зоне, в пределах северной части Русской равнины, в 53 километрах на юг от города Шенкурска, на левом берегу реки Паденьга, притока Ваги. Ближайшие населённые пункты: на западе деревни Жилинская и Алешковская, на востоке деревня Кривоноговская.
Часовой пояс
Васильевская, как и вся Архангельская область, находится в часовой зоне МСК (московское время). Смещение применяемого времени относительно UTC составляет +3:00.

## Население
| 2002 | 2010 | 2012 |
| ---- | ---- | ---- |
| 0    | ↗19  | ↗20  |

## История
Указана в «Списке населённых мест по сведениям 1859 года» в составе Шенкурского уезда(1-го стана) Архангельской губернии под номером «2059» как «Васильевская(Пономаревская)». Насчитывала 1 двор, 3 жителя мужского пола и 8 женского.
В «Списке населенных мест Архангельской губернии к 1905 году» деревня Васильевская(Подомаревская) насчитывает 7 дворов, 14 мужчин и 18 женщин.  В административном отношении деревня входила в состав Паденгского сельского общества Устьпаденгской волости.
На 1 мая 1922 года в поселении 4 двора, 9 мужчин и 6 женщин.